# Oberonia surigaensis
Oberonia surigaensis är en orkidéart som beskrevs av Oakes Ames. Oberonia surigaensis ingår i släktet Oberonia och familjen orkidéer. Inga underarter finns listade i Catalogue of Life.